# Pseudhoplomelas elegans
Pseudhoplomelas elegans là một loài bọ cánh cứng trong họ Cerambycidae.